# Вероломство образов
«Вероломство образов» (фр. La trahison des images, 1928—1929) — картина художника-сюрреалиста Рене Магритта. Выставлена в музее современного искусства Броуд, на Гранд-авеню в Даунтаун Лос-Анджелеса.

## Сюжет
На картине изображена курительная трубка, под которой рукописно выведена надпись «Это не трубка» (фр. Ceci n’est pas une pipe). Надпись кажется противоречивой, но фактически верна. Картина с изображением трубки — это не сама трубка, а её образ. Магритт объяснял свой замысел следующим образом: «Эта знаменитая трубка. Как люди попрекали меня ей! И всё же, вы можете набить её табаком? Нет, это ведь всего лишь изображение, не так ли? Так что, если бы я написал под картиной „Это трубка“, я бы солгал!».